# 문법화
문법화(grammaticalization; grammaticization)는 음소보다 더 큰 단위의 언어형식에 문법적인 성격이 역사적으로 강화되는 현상이다. 구체적으로는 문맥 확장(extension of context), 탈의미화(desemanticization), 탈범주화(decategorialization), 형태음운적 축약(morphophonological reduction) (Narrog&Heine(2010)이 의론하는 네 가지 변수에 상당) 등이 진행되는 것을 뜻한다. 다만 이들이 하나하나 독립적인 현상이라고 생각하여, 그들을 포괄하는 상위 개념으로서 문법화라는 개념을 굳이 세우는 것의 적절성과 필요성을 의문시하는 입장도 없지는 않다. 문법화라는 말만으로는 실태를 명확하게 잡기가 어려운 대상을 문법화라는 용어가 다루기 때문이다.

## 예
프랑스어의 chez라는 전치사는 Il reste chez moi."그는 나의 집에 머물고 있다."처럼 '(누구누구)의집에'/'(누구누구)의장소에서'/'(누구누구)의 저작품 안에서'라는 뜻을 가진 문법적 형태소인데, 라틴어의 명사 casa가 문법화한 것이다. 라틴어의 casa는 '오두막집'이라는 뜻이었는데 이 단어가 쓰이는 문맥이 확장됨에 따라 오두막집과의 관련은 남기면서 더욱 일반적인 의미를 가지게 되어, 그 결과 구체적인 뜻은 사라지고 집, 장소 일반의 개념이 담긴 단어가 된 것이다. 이에 문맥 확장(extension of context)과 탈의미화(desemanticization)를 볼 수가 있다. 그리고 casa는 집이나 장소의 소유자를 가리키는 명사/대명사들과의 조합으로 빈번히 쓰이는 사이에 격과 수에 따라 틀린 모양을 제공해주는 곡용 패러다임을 완전히 잃어버림에 따라, 명사로부터 불변화의 품사인 전치사가 되었다. 이것이 명사라는 문법 범주에서 벗어났다는 뜻으로 탈범주화(decategorialization) 현상의 예라 할 수가 있다. 형태음운적 형식에 주목하면, 본래 casa/kasa/라는 모양이었던 것이 오래 쓰이다가 chez/ʃe/라는 단 하나의 음절만 가진 발음으로 닳아 버린 것이며 여기에 있어서 형태음운적 축약(morphophonological reduction)을 볼 수가 있다. 이들 하나하나가 문법화라는 포괄적인 개념을 구성하는 실재적인 현상들이며 언어 요소를 더욱 더 문법적 또는 비어휘적, 추상적으로 만든다는 공통점을 지니고 있다.
한국어에서는 ‘변두리, 끝’을 뜻하는 ‘ᄀᆞᆺ’이 부사 ‘가장’과 조사 ‘까지’로 변화한 것, ‘ᄠᆞᆯ오다’(따르다), ‘븥다’(붙다), ‘좇다’의 활용형이 각각 조사 ‘따라’, ‘부터’, ‘조차’로 변화한 것 등을 예시로 들 수 있다.(임지룡 2018) 또한 완료상 표지인 보조 용언 ‘버리다’는 본용언 ‘버리다’가 문법화한 것이다.(Heine&Kuteva 2002)

## 문법화 연구의 역사
그 이전에도 특별한 술어를 쓰지 않고 문법화와 동일시할 수 있는 역사적 현상을 언급한 연구들은 있었으나, 문법화라는 용어는 프랑스의 언어학자 앙투안 메이예(Antoine Meillet)가 처음 사용하였다 (Meillet 1912). 1960년대 이후 언어의 보편성과 다양성을 살피는 언어유형론의 발전에 따라 인도 유럽 언어 이외의 언어에 보이는 문법화 현상도 인도 유럽 언어의 그것과 같은 관심을 얻기 시작해, 1980년대 즈음부터 문법화의 일반적 이론이 본격적으로 발달하기 시작하여 통시적 언어유형론(diachronic typology)에 크게 기여하였다. 통시적 유형론의 발전은 많은 부분이 문법화 이론의 발전이라고 볼 수도 있다. 그 후에는 접촉언어학(contact linguistics)과도 연관이 주목되는 경우도 늘어 '접촉이 일으키는 문법화'(contact-induced grammaticalization, e.g. Heine&Kuteva 2002)의 연구도 활발해졌다.

## 같이 보기
- 어휘화

## 참고 문헌
- Meillet, Antoine. 1912. "L'évolution des formes grammaticales." Scientia: rivista internazionale di sintesi scientifica, vol. 12, pp. 384-400.
- Heine, Bernd & Tania Kuteva. 2002. Language contact and grammatical change, Cambridge: Cambridge University Press.
- Narrog, Heiko & Bernd Heine. 2010. "Grammaticalization and linguistic analysis", In Narrog, Heiko & Bernd Heine (eds.). Oxford handbook of grammaticalization, Oxford: Oxford University Press, pp. 407-428.
- 임지룡 (2018). 《한국어 의미론》. 서울: 한국문화사. 330-331쪽. ISBN 9788968176562.